# Asendorf, Harburg
Asendorf là một đô thị thuộc huyện Harburg, bang Niedersachsen, Đức. Đô thị này có diện tích 14,7 km².